# Пламеницький Анатолій Олександрович
Анато́лій Олекса́ндрович Пламени́цький (19 листопада 1920, Ягодне — 10 вересня 1982, Київ) — український живописець (пейзажист, портретист, жанрист). Заслужений діяч мистецтв УРСР (з 1964 року). Народний художник УРСР (з 1976 року).

## Біографічні дані

Могила Анатолія Пламеницького

Народився 19 листопада 1920 року в селі Ягодному (нині Грачевського району Оренбурзької області Росії). В 1953 році закінчив Київський художній інститут. Навчався в Іллі Штільмана, Костянтина Єлеви, Олексія Шовкуненка. Від 1963 року викладав у Київському художньому інституті (від 1977 року — професор).
Нагороджений орденом Червоної Зірки, медалями.
Жив у Києві. Помер на 62-му році життя 10 вересня 1982 року. Похований в Києві на Байковому кладовищі (ділянка № 33, 50°25′3.7″ пн. ш. 30°30′6.4″ сх. д. / 50.417694° пн. ш. 30.501778° сх. д.). Надгробок знаходиться в занедбаному стані, відсутні майже всі літери тексту. У 2021 році був викрадений бюст митця авторства Віктора Гречаника.

### Родина
- Дружина — архітекторка-реставраторка Євгенія Пламеницька (1927—1994).
  - Донька — архітекторка-реставраторка, кандидат архітектури Ольга Пламеницька (1956—2022).

## Творчість
1945 року Пламеницький бере участь у великій виставці, присвяченій Дню Військово-Морського Флоту, а 1946 року його картина «Подвиг Івана Голубця» була нагороджена першою премією. 1947 року Пламеницький переїздить до Києва. Саме тут він проходить серйозну підготовку в роботі над жанровою та історисною картиною. Дипломною роботою майстра стала картина Л. М. Толстой у майстерні Рєпіна".
1955 року митець розпочинає роботу над полотном «У Сибір». Закінчена у 1957 році картина засвідчила самостійність майстра, його власний підхід до теми, особливості композиційної та колористичної побудови картини. Серія творів художника присвячена незабутній для нього темі війни. Починає серію робота «Мати» (1961), що показує трагічну долю селянки, у якої війна відібрала найдорожче — сина. У картині «Незабутнє. 1943 рік.» війна зазирнула в очі вдови, яка щойно отримала похоронку на чоловіка. Жінка неначе завмерла в німому заціпенінні, затиснувши в руці папірець, що зламав її життя.
Тему евакуації художник показав у картині «Сестри. (В евакуації)» Небагатослівність полотна тільки підкреслює стан напруженості і страждання, що їх так майстерно показав автор. Як зазначає Ігор Шаров, у творчості Пламеницького особливе місце займає історичний жанр. Художник досягає високої майстерності, відтворюючи дух епохи через образи героїв, внутрішній світ зображуваних ним історичних осіб. У відомих історичних полотнах митець не тільки розповідає про славне минуле, а й намагається побачити у подвигах предків сьогодення нащадків. Особливо відчутна ця ідея в картині «Народження Донбасу» (1978), де художник через погляд Григорія Капустіна, який 1722 року знайшов донецьке вугілля, бачить майбутню індустріальну міць шахт і заводів.
Пейзажний живопис Пламеницького характеризується простими і дохідливими мотивами, частіше з жанровими елементами. Пейзажі майстра приваблюють тонкою зворушливістю й романтичною піднесеністю образів природи. Художник з великою любов'ю і майстерністю створював барвисті, насичені кольорами краєвиди України, зокрема численні мотиви седнівської серії — саме вони принесли Анатолію Пламеницькому славу провідного пейзажиста України.

## Твори
- «В Сибір. М. Волконська» (1957).
- «Вечір» (1957).
- «Дощик» (1960).
- Портрет Євгенії Пламеницької (1960).
- «Мати» (1961).
- «Незабутнє. 1943» (1963).
- «Тарас Шевченко в Нижньому Новгороді» (1964).
- «Сергій Єсенін» (1966).
- «За синів, що загинули. В День перемоги» (1967).
- «У день виборів» (1971).
- «Похмурий день» (1975).
- «Увечері» (1978).
- «Саласпілський меморіал» (1980).